# Cantone di Redange
Il Cantone di Redange è un cantone del Lussemburgo orientale, compreso nel distretto di Diekirch. Confina con il cantone di Wiltz a nord, coi cantoni di Diekirch e Mersch ad est, con quello di Capellen a sud e con la provincia belga del Lussemburgo ad ovest.
Il capoluogo è Redange. La superficie è di 267 km² e la popolazione nel 2005 era di 14 499 abitanti (54 ab./km²).
Comprende 10 comuni:
- Beckerich
- Ell
- Grosbous
- Préizerdaul
- Rambrouch
- Redange
- Saeul
- Useldange
- Vichten
- Wahl